# Gérard Tremblay (peintre)
Pour les articles homonymes, voir Gérard Tremblay.
Gérard Tremblay, né le 3 septembre 1928 aux Éboulements et mort le 20 février 1992 à Montréal, est un artiste peintre, graveur, pastelliste et dessinateur québécois.

## Biographie
Il étudie à l'École des beaux-arts de Montréal et à l'Institut des arts graphiques avec Albert Dumouchel et Arthur Gladu, avec l'intention de devenir graveur et pressier. 
En 1947, il expose pour la première fois à la librairie d'Henri Tranquille, puis obtient le premier prix au Salon du printemps du Musée des beaux-arts de Montréal en 1951.
Marqué par le surréalisme, ami de Roland Giguère, avec lequel il publie plusieurs ouvrages, il utilise de nombreuses techniques pour créer des œuvres singulières, entre lieux et figures.
Il enseigne la gravure à l'Université Laval et préside l'Association des graveurs du Québec à partir de 1972.

## Musées et collections publique
- Musée d'art de Joliette
- Musée de Charlevoix
- Musée de Lachine
- Musée des beaux-arts de Sherbrooke
- Musée Laurier
- Musée national des beaux-arts du Québec
- The Robert McLaughlin Gallery